# Jean de Gaddesden
Jean de Gaddesden (en anglais : John of Gaddesden) ou Jean l'Anglois,  est un médecin anglais, né vers 1280 et mort en 1361.
Médecin du roi d'Angleterre, il fut appelé à la cour pour soigner le fils d'Édouard II, atteint de la petite vérole.
Selon John Freind, il était chanoine à la cathédrale Saint-Paul de Londres.

## Œuvres
- Rosa medicinae (La Rose médicale), traité de médecine achevé en 1307[3].